# Liceo Naval Militar Almirante Brown

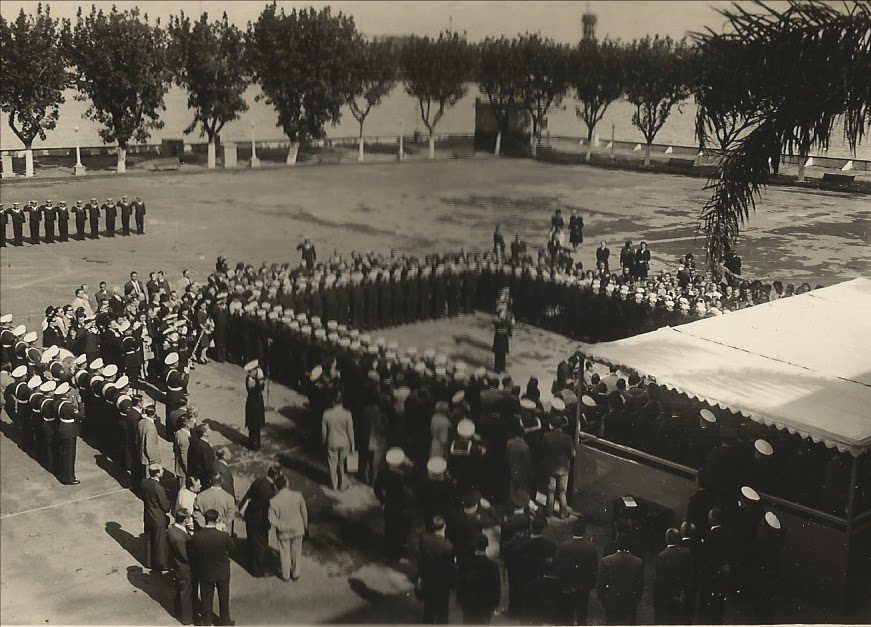
Inauguración Liceo Naval 17 de abril de 1947

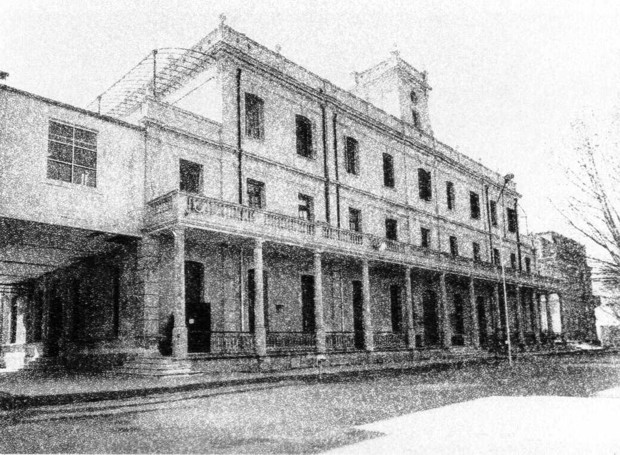
Antiguo Edificio del Liceo Naval en Río Santiago 1947

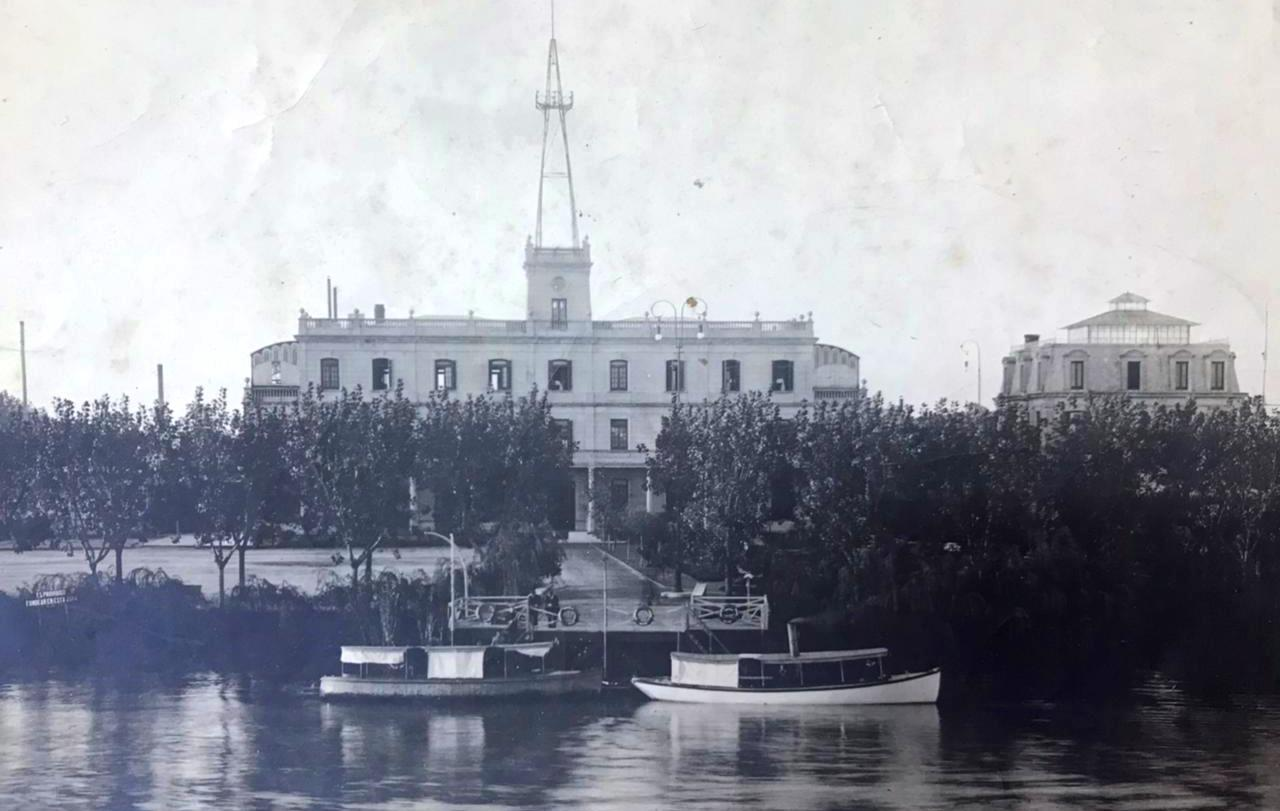
Antiguo edificio del Liceo Naval Militar en la Base Naval de Río Santiago

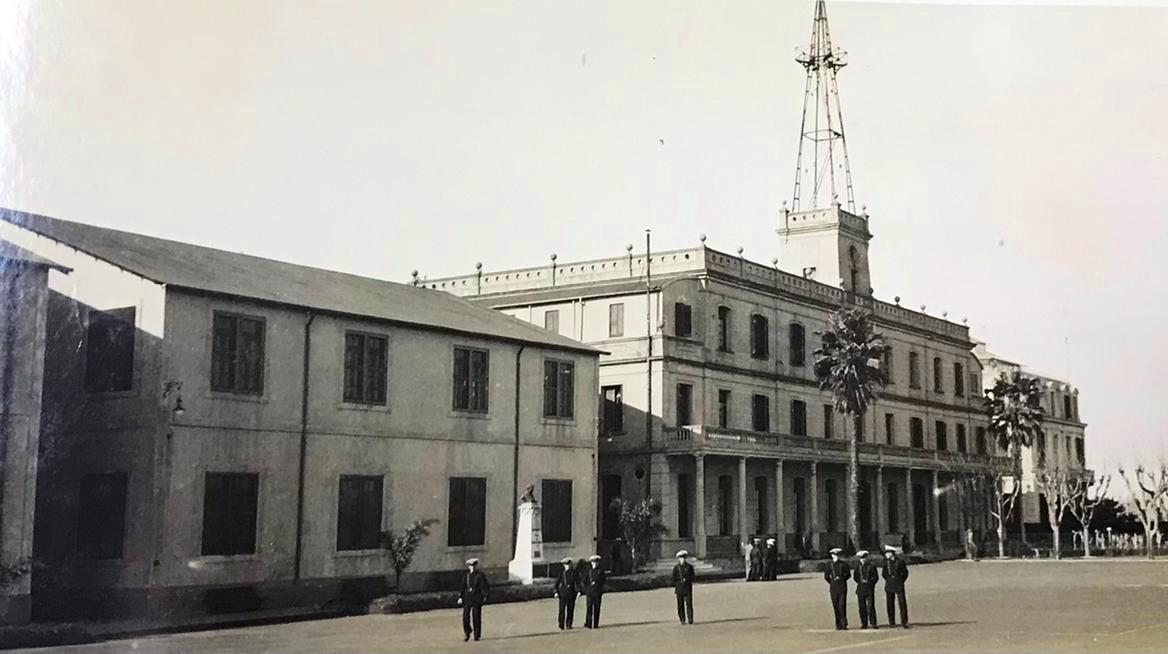
Edificio del Liceo Naval Militar en la desaparecida Base Naval de Río Santiago

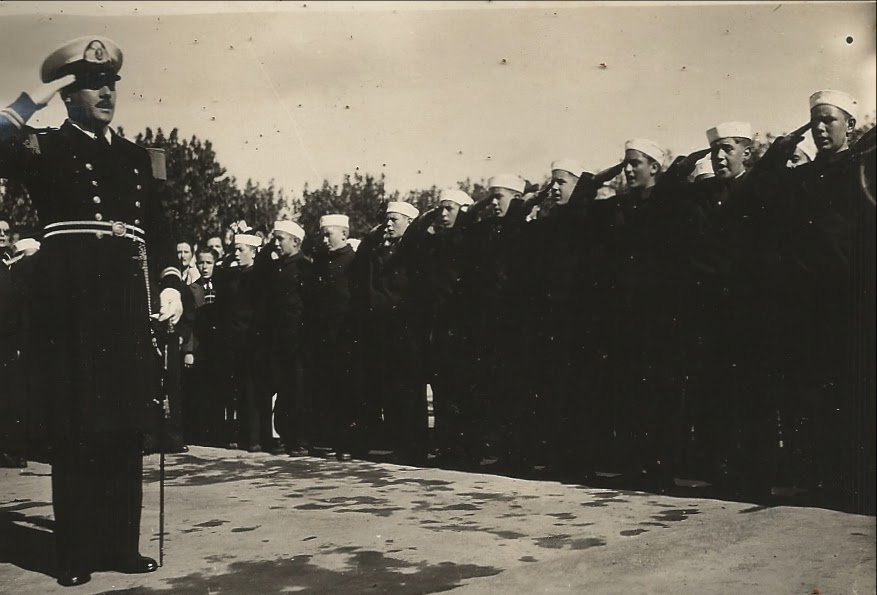
Primera promoción Liceo Naval año 1947

El Liceo Naval Militar «Almirante Brown» (LNAB) es un instituto de educación militar de la Armada Argentina con sede en Vicente López y bajo la dependencia orgánica de la Dirección General de Educación de la Armada.

## Historia

### Creación
A partir de 1946, la Armada Argentina comenzó a manifestar inquietudes, ideas y proyectos de creación de un Liceo Naval Militar, a fin de contar con un instituto de  enseñanza secundaria destinado a formar Bachilleres y Oficiales de la Reserva Naval (RN).
Dicha iniciativa se inspiró en los liceos militares creados por el Ejército Argentino —el Liceo Militar General San Martín en 1938 y el Liceo Militar General Paz en 1944—, cuyos resultados iniciales demostraron ser muy satisfactorios. El subdirector de la Escuela Naval Militar, capitán de fragata Guillermo Plater —a cargo de la Dirección— envió el 30 de noviembre de 1946 al ministro de Marina Fidel Anadón una nota con un proyecto de decreto solicitando se considerara la creación de un liceo naval militar.
Según el proyecto presentado, el liceo a crearse dependería de la Armada Argentina, desarrollaría los planes de estudios vigentes en los establecimientos nacionales de enseñanza secundaria quedando habilitado para expedir el título de bachiller, su régimen interno se basaría en el de la Escuela Naval Militar y estaría bajo la directa dependencia del director de esta.                                           
Finalmente, el 28 de diciembre de 1946, por Decreto N.º 22 892 suscrito por el presidente de la Nación y los ministros de Marina y de Justicia e Instrucción Pública, se aprobó la solicitud y el proyecto presentado un mes antes por el capitán Plater, quedando de esta manera fundado el primer Liceo Naval Militar de la Armada Argentina, que recibió el nombre de «Almirante Brown» en homenaje al máximo héroe naval argentino.
El 17 de abril de 1947 dio inicio el primer ciclo lectivo del Liceo Naval Militar “Almirante Guillermo Brown”. Desempeñó sus tareas ubicado en las mismas instalaciones dónde años atrás había funcionado la Escuela Naval Militar entre 1910 y 1943 , en Río Santiago (Ensenada, provincia de Buenos A ires ) . Para entonces, el liceo fue destinado a la preparación de Oficiales de la Reserva Naval Principal (RNP), y bachilleres en el ámbito civil. Los jóvenes ingresados como cadetes fueron formados a través de los mismos planes de estudio vigentes en los colegios nacionales. Fue creado mediante Decreto N° 22.892 del 28 de diciembre de 1946. Su reglamento fue aprobado por decreto n.º 2882 del mes de febrero de 1947 
El Liceo abrió sus puertas en 1947. En sus aulas, sitas originalmente en la localidad de Río Santiago, a unos 15 kilómetros de la ciudad de La Plata, capital de la Provincia de Buenos Aires. Su configuración geográfica netamente fluvial y su evolución histórica tan estrechamente vinculada a la Armada, hacían de Río Santiago el ámbito ideal para que los futuros cadetes se identificaran profundamente con el espíritu y las tradiciones de la Armada Argentina. En las aguas y costas de Río Santiago se luchó contra las Invasiones Inglesas 1807 y contra los brasileños en la guerra del Brasil 1825-1828.
Entre 1947 y 1952, los directores de la Escuela Naval Militar se desempeñaron paralelamente como Directores del Liceo, mientras que a partir del 29 de enero de 1952 (Decreto N.º 1921) se dispuso designar Oficiales Superiores como Directores del Liceo propiamente dichos. En el aspecto administrativo el Liceo dependió en principio de la Dirección General del Personal Naval y luego de la Dirección de Instrucción Naval.
Según el “Manual del Cadete del Liceo Naval Militar”, edición 1960 (actualizado en 1984) el LNM «tiene como misión formar bachilleres y peritos mercantiles capacitados para desempeñarse como personal Superior de la Reserva, a fin de contribuir a proveer el personal necesario para los cuadros de la Reserva de la Armada Nacional […] facilita a los estudiantes secundarios […] la prosecución de sus estudios en un ambiente militar, inculcándoles sanos preceptos de moral, carácter y concepto de Patria […]. El Cadete del LNM recibe la instrucción correspondiente a la enseñanza secundaria y los conocimientos profesionales necesarios para llegar a ser a su egreso del instituto, un bachiller oficial del cuerpo de comando de la Reserva o perito mercantil oficial del cuerpo profesional de Intendencia de la Reserva de la Armada Nacional». Años después, y como consecuencia de los distintos cambios y actualizaciones en los planes de estudio (1966, 1972, 1978), se abandonaron el título de Perito Mercantil y los escalafones Cuerpo General (Comando Naval), Infantería de Marina e Intendencia para los egresados guardiamarinas de la Reserva Naval.

## Heráldica
- Ancla: símbolo náutico universal, a su vez el oro representa generosidad.
- Laureles: recuerdan la fama y la gloria de la Armada Argentina.
- Salvavidas: representa la tarea humanitaria del hombre de mar, en tiempo de paz.
- Guirnalda central: de acuerdo con el sentido heráldico, el laurel testimonia el triunfo obtenido en mérito a la fuerza y el valor, el mirto, la victoria lograda por el juicio y  la prudencia.
- Campo central: reproduce el diseño de la Bandera De Los Pozos, obsequiada al almirante Brown.

El 30 de diciembre de 1946 el Liceo recibió su Bandera Nacional de Guerra. El 9 de julio del año siguiente y por motivo del Día de la Independencia fue utilizada oficialmente por primera vez.

### Revolución Libertadora
Durante el golpe de Estado de la llamada Revolución Libertadora (16-20 de septiembre de 1955) cuando los 272 cadetes del Liceo, que habitaban un predio en la Isla Santiago separada de la localidad de Ensenada por el río del mismo nombre, y fueron alojados el 16 de septiembre en las instalaciones de la Escuela Naval Militar
Al producirse la evacuación de la Escuela Naval Militar, debido a su ocupación por parte de grupos golpistas que se habían levantado contar el orden constitucional 
e el 17 de septiembre los rastreadores Granville y Spiro, —con los liceanos a bordo— se hallaban en tareas de bloqueo del tráfico marítimo y fluvial en el Río de la Plata. El 18 de septiembre se trasbordó a los jóvenes liceanos al Buque de Desembarco de Infantería (BDI) N.º 11 y se los condujo a Montevideo. En la capital uruguaya se los alojó en la Escuela Naval y la Escuela Militar y posteriormente en Piriápolis. Los cadetes regresaron a la Argentina el 28 de septiembre en el Crucero 9 de julio y en el destructor Uruguay, de la Armada oriental 

### Distintas sedes: de Río Santiago a Vicente López
A pesar de los reclamos realizados por la Legislatura porteña para recuperar el predio, cedido al Estado en 1925 para instalar escuelas dependientes del entonces Ministerio de Marina, en la actualidad no sólo se mantiene parte de la vieja Escuela de Suboficiales (su traslado a Puerto Belgrano se retrasó por problemas presupuestarios).
Las críticas circunstancias económicas y presupuestarias por las que atravesó el país durante la década de 1990-2000 afectaron con dureza al Liceo y determinaron la suspensión de los ingresos de aspirantes en 1997. Las promociones cursantes remanentes (las N.º 47, 48 y 49) abandonaron su tradicional e histórica sede y pasaron a las instalaciones de la Escuela Naval Militar. Este panorama se mantuvo hasta 2006 cuando el Liceo dejó definitivamente Río Santiago para instalarse en la Ciudad de Buenos Aires en el predio de la Escuela de Mecánica de la Armada y la Escuela de Guerra Naval (Argentina), en el barrio de Núñez.

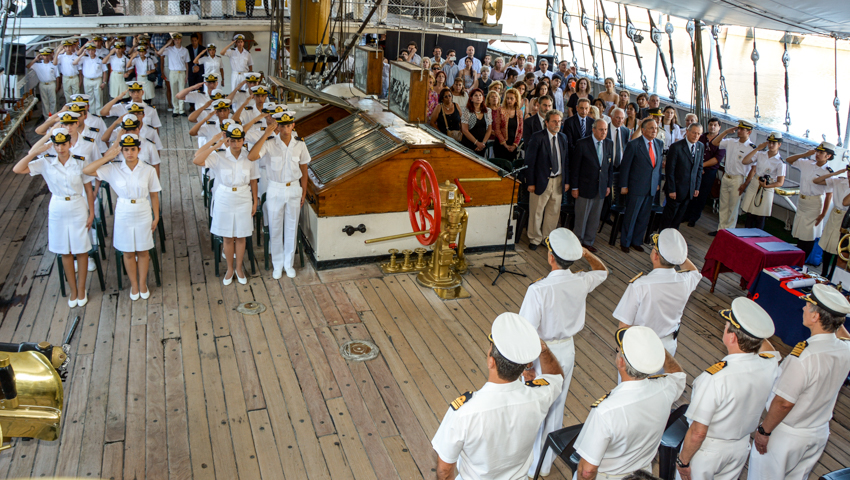
Egreso de Guardiamarinas del Liceo Naval Militar «Almirante Guillermo Brown», a bordo de la Fragata Presidente Sarmiento

A través de un convenio suscripto con la Armada Argentina, el Centro de Graduados del Liceo Naval Militar «Almirante Guillermo Brown» (fundado en 1953) se hizo cargo de la administración del Instituto a través de la Fundación Liceo Naval (constituida el 16 de noviembre de 2000), mientras que se confiaba a la Armada todo lo relacionado con los aspectos estrictamente navales. La última Promoción histórica de Río Santiago (la N.º 49) egresó el 5 de diciembre de 2000.
El 16 de noviembre de 2000 se constituyó la Fundación Liceo Naval Almirante Guillermo Brown. El 1 de enero de 2001 la Fundación se hizo cargo de la administración del Liceo, de acuerdo con el convenio formalizado con la Armada. La Promoción N.º 50 se incorporó el 19 de febrero de 2001 con 67 cadetes varones y 20 cadetes mujeres. El Liceo fue creciendo, y en el año 2003 comenzó con 51 cadetes en tercer año, 63 en segundo y 71 en primero. Y así sucesivamente hasta completar el cuerpo de cadetes en el año 2005, con 280 a 300 cadetes. La proporción de cadetes femeninas se mantiene en el orden del 25%.

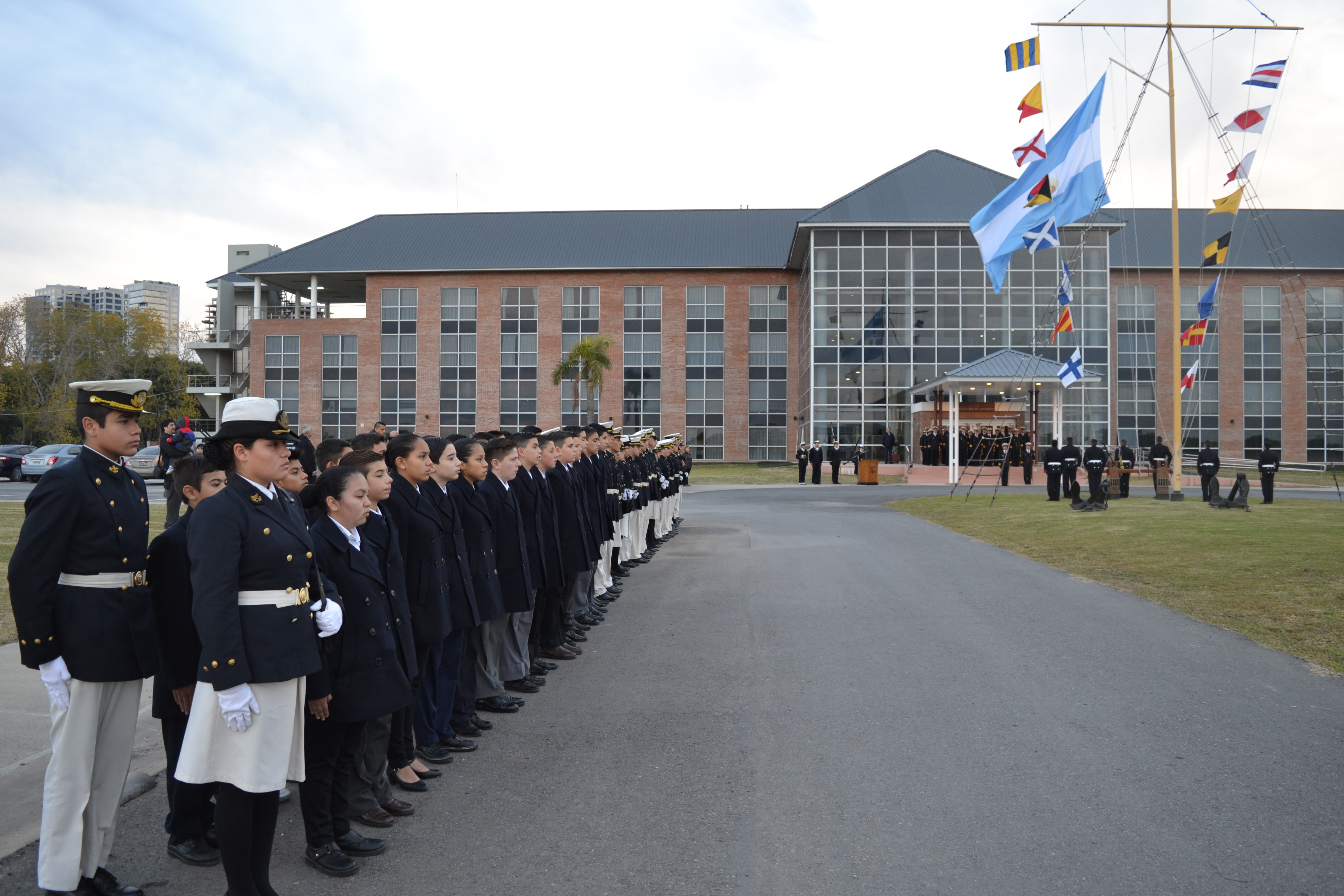
Formación de Cadetes del Liceo Naval Militar "Almirante Guillermo Brown" frente al mástil de la Dirección de Educación de la Armada

En 2007, al entregar la Armada el predio de la ESMA, el Liceo se mudó al entonces Centro Recreativo Bouchard, dependiente de la Armada. En dicho predio funcionan hoy las instalaciones del Polo Educativo dependiente de la Dirección General de Educación de la Armada, en Vicente López. El Liceo ocupa instalaciones temporales hasta tanto se finalice la construcción de su nueva sede, frente a la Avenida del Libertador. 
La gran mayoría de sus graduados completaron su formación en la universidad y muchos de ellos han alcanzado destacada actuación en sus respectivas profesiones y/o actividades El Liceo Naval posee como objetivo otorgar a sus alumnos una sólida preparación para desempeñarse en la vida civil y en ese cometido une, a una calificada formación intelectual, la intensa práctica deportiva y el desarrollo de un comprometido espíritu de responsabilidad y camaradería entre todos sus integrantes 

## Actividades

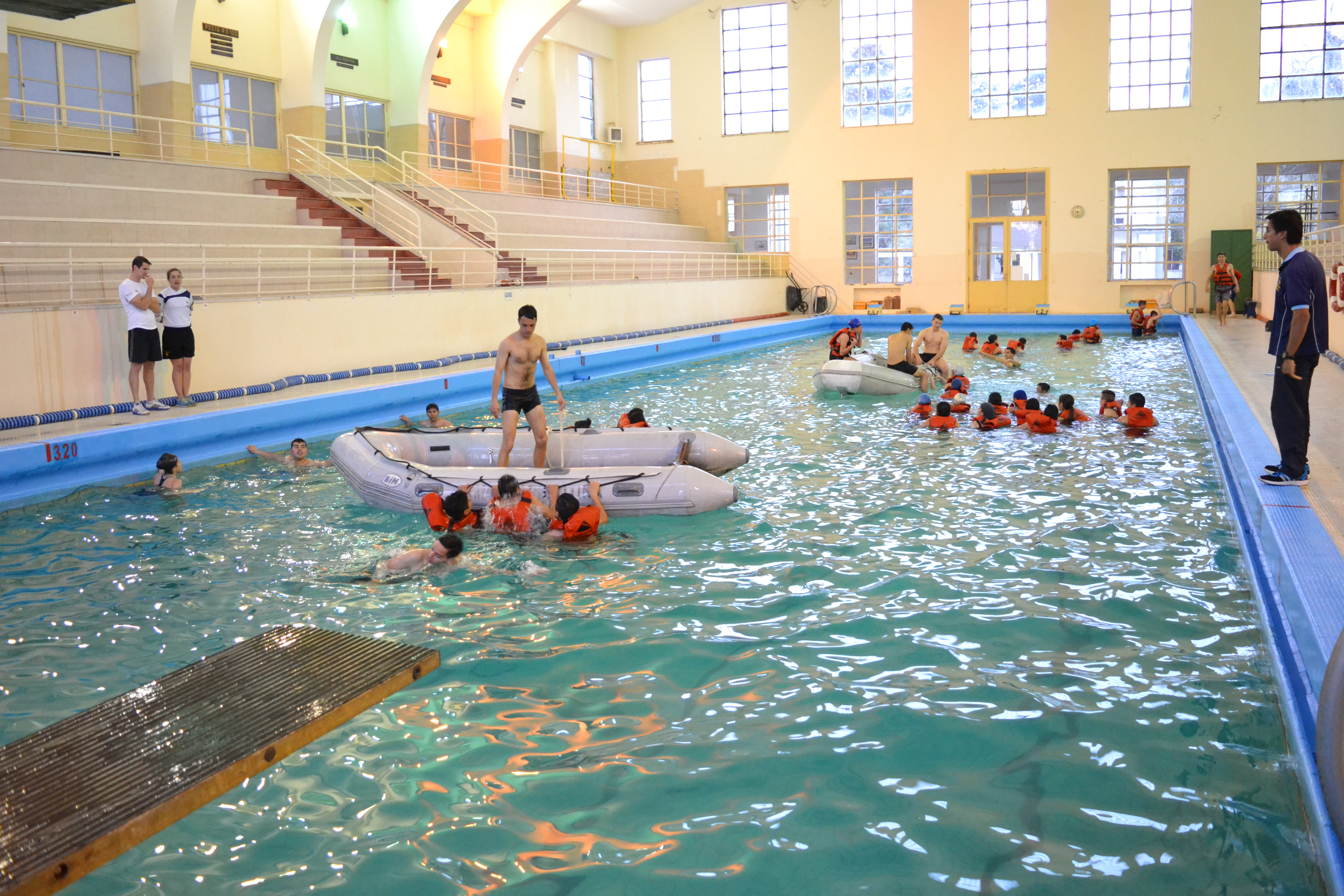
Cadetes del Liceo Naval Militar Almirante Brown reciben instrucción de supervivencia en el mar.

La formación de los Cadetes complementa la básica de la enseñanza secundaria con una formación deportiva, cultural y militar. La actividad física y deportiva se lleva a cabo en el Campo de Deporte de la Armada Argentina, e incluye atletismo, natación y náutica. Anualmente los Cadetes participan en el Torneo Interliceos con el resto de los Liceos Militares de la Argentina. En la faz náutica, el Liceo emplea yates Conte 24, y asiduamente participan en el Campeonato Regacic. En el 5.º año son certificados para tramitar el carnet de timonel y/o patrón de yate a vela y motor. Como requerimiento para su egreso como Guardiamarinas de la Reserva, los Cadetes reciben una variedad de capacitaciones profesionales en unidades de la Flota de Mar y la Infantería de Marina.

## Graduados Destacados
Entre las personalidades destacadas que egresaron del LNAB, se encuentran:
- Doctor Alberto Cormillot
- Pancho Ibáñez
- Javier Reynaldo Meneghini
- Daniel Martin
- Franco Moccia
- Carlos María Allievi